# Rhododendron floribundum
Rhododendron floribundum är en ljungväxtart som beskrevs av Adrien René Franchet. Rhododendron floribundum ingår i släktet rododendron, och familjen ljungväxter. Inga underarter finns listade i Catalogue of Life.